# Premi Emmy 2003
La cerimonia della 55ª edizione dei Primetime Emmy Awards (55th Primetime Emmy Awards) si è tenuta allo Shrine Auditorium di Los Angeles il 21 settembre 2003.
La cerimonia è stata presentata, tra gli altri, da Ellen DeGeneres, Conan O'Brien, Bernie Mac e Jon Stewart e trasmessa dalla Fox.
I Creative Arts Emmy Awards sono stati consegnati il 13 settembre.

## Primetime Emmy Awards

### Migliore serie drammatica
- West Wing - Tutti gli uomini del Presidente
- 24
- CSI - Scena del crimine
- Six Feet Under
- I Soprano

### Migliore serie comica o commedia
- Tutti amano Raymond
- Curb Your Enthusiasm
- Friends
- Sex and the City
- Will & Grace

### Migliore miniserie
- Taken, regia di Breck Eisner, Félix Enríquez Alcalá, John Fawcett, Tobe Hooper, Jeremy Paul Kagan, Michael Katleman, Sergio Mimica-Gezzan, Bryan Spicer, Jeff Woolnough e Thomas J. Wright
- Il giovane Hitler (Hitler: The Rise of Evil), regia di Christian Duguay
- Napoleone (Napoléon), regia di Yves Simoneau

### Migliore film per la televisione
- Il venditore dell'anno (Door to Door), regia di Steven Schachter
- Abbandonata dal destino (Homeless to Harvard: The Liz Murray Story), regia di Peter Levin
- Live from Baghdad, regia di Mick Jackson
- La mia casa in Umbria (My House in Umbria), regia di Richard Loncraine
- Normal, regia di Jane Anderson

### Migliore attore in una serie drammatica
- James Gandolfini (Tony Soprano) – I Soprano
- Michael Chiklis (Detective Vic Mackey) – The Shield
- Peter Krause (Nathaniel jr. "Nate" Fisher) – Six Feet Under
- Martin Sheen (Presidente Josiah "Jed" Bartlet) – West Wing - Tutti gli uomini del Presidente
- Kiefer Sutherland (Jack Bauer) – 24

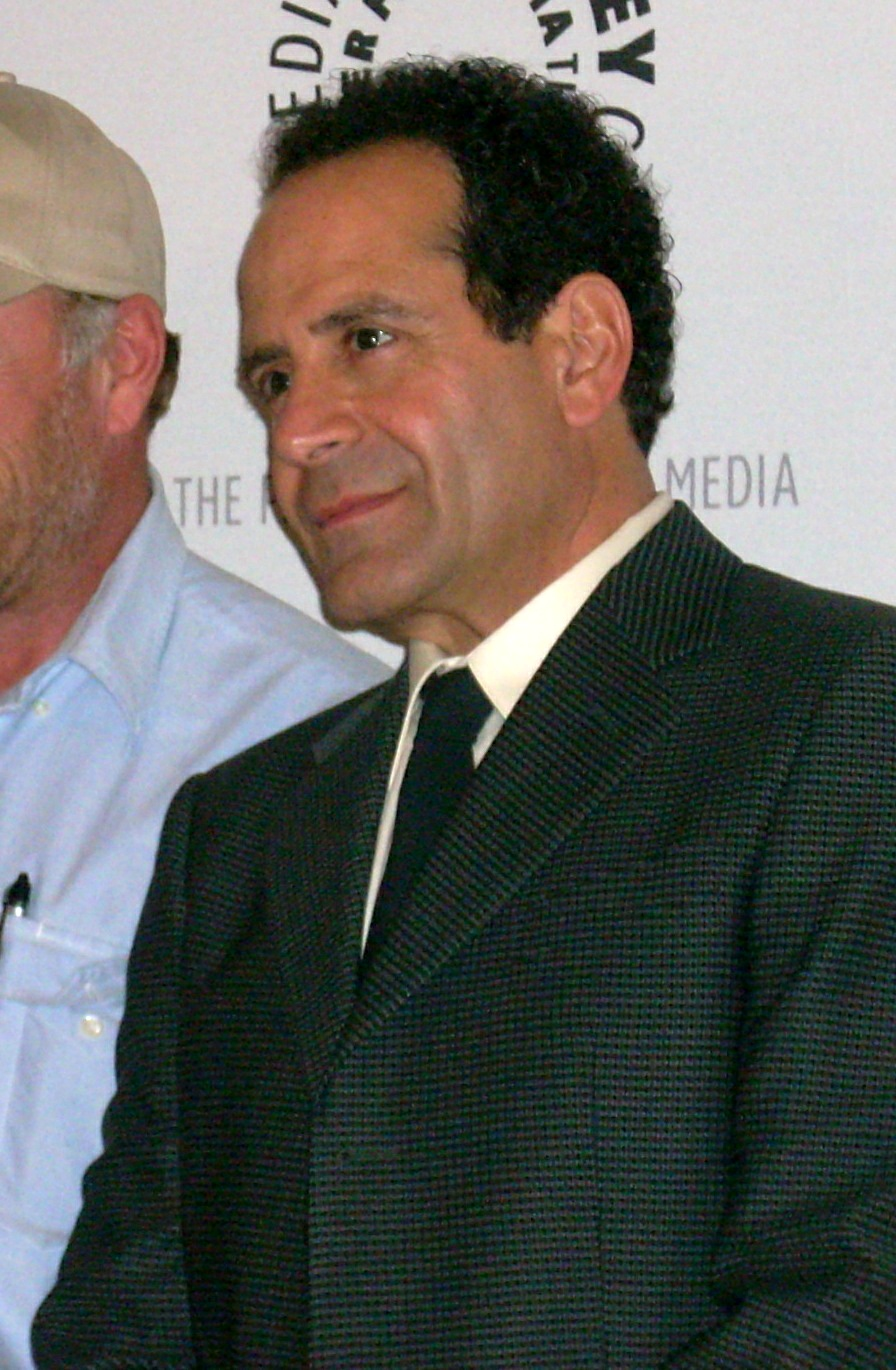
Tony Shalhoub/Adrian Monk, Migliore attore in una serie comica o commedia

### Migliore attore in una serie comica o commedia
- Tony Shalhoub (Adrian Monk) – Detective Monk
- Larry David (se stesso) – Curb Your Enthusiasm
- Bernie Mac (Bernie McCullough) – The Bernie Mac Show
- Eric McCormack (Will Truman) – Will & Grace
- Ray Romano (Raymond Barone) – Tutti amano Raymond

### Migliore attore in una miniserie o film per la televisione
- William H. Macy (Bill Porter) – Il venditore dell'anno
- Brad Garrett (Jackie Gleason) – Gleason, regia di Howard Deutch
- Tom Wilkinson (Roy "Ruth" Applewood) – Normal
- Paul Newman (Stage Manager) – Our Town, regia di James Naughton
- James Woods (Rudolph "Rudy" Giuliani) – Rudy: The Rudy Giuliani Story, regia di Robert Dornhelm

### Migliore attrice in una serie drammatica
- Edie Falco (Carmela Soprano) – I Soprano

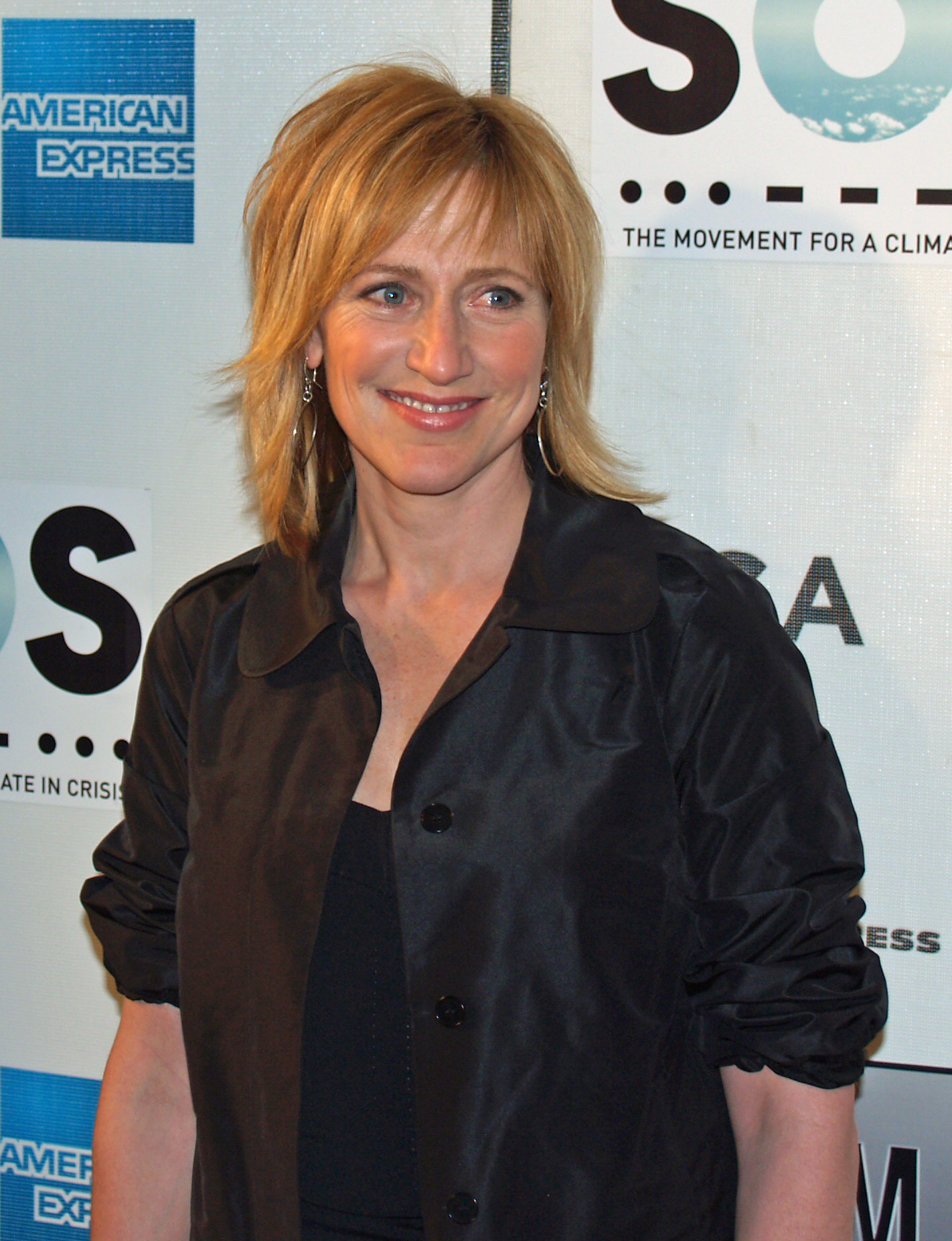
Edie Falco/Carmela Soprano, Migliore attrice in una serie drammatica

- Jennifer Garner (Sydney Bristow) – Alias
- Marg Helgenberger (Catherine Willows) – CSI - Scena del crimine
- Frances Conroy (Ruth Fisher Sibley) – Six Feet Under
- Allison Janney (Claudia Jean "C.J." Cregg) – West Wing - Tutti gli uomini del Presidente

### Migliore attrice in una serie comica o commedia
- Debra Messing (Grace Adler) – Will & Grace
- Jennifer Aniston (Rachel Green) – Friends
- Patricia Heaton (Debra Barone) – Tutti amano Raymond
- Jane Kaczmarek (Lois Wilkerson) – Malcolm
- Sarah Jessica Parker (Carrie Bradshaw) – Sex and the City

### Migliore attrice in una miniserie o film per la televisione
- Maggie Smith (Mrs. Emily Delahunty) – La mia casa in Umbria
- Helena Bonham Carter (Ingrid Formanek) – Live from Baghdad
- Thora Birch (Liz Murray) – Abbandonata dal destino
- Jessica Lange (Irma Applewood) – Normal
- Helen Mirren (Karen Stone) – The Roman Spring of Mrs Stone, regia di Robert Allan Ackerman

### Migliore attore non protagonista in una serie drammatica

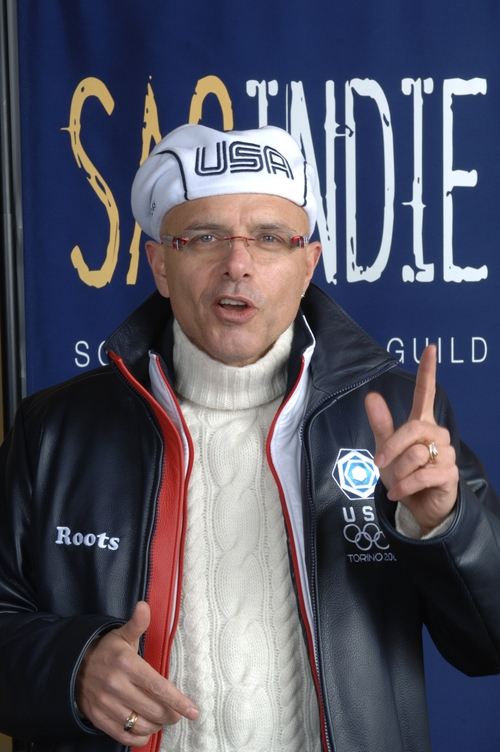
Joe Pantoliano/Ralph Cifaretto, Migliore attore non protagonista in una serie drammatica

- Joe Pantoliano (Ralph Cifaretto) – I Soprano
- Victor Garber (Jack Bristow) – Alias
- Michael Imperioli (Christopher Moltisanti) – I Soprano
- John Spencer (Leo McGarry) – West Wing - Tutti gli uomini del Presidente
- Bradley Whitford (Joshua "Josh" Lyman) – West Wing - Tutti gli uomini del Presidente

### Migliore attore non protagonista in una serie comica o commedia
- Brad Garrett (Robert Barone) – Tutti amano Raymond
- Peter Boyle (Frank Barone) – Tutti amano Raymond
- Bryan Cranston (Hal Wilkerson) – Malcolm
- Sean Hayes (Jack McFarland) – Will & Grace
- David Hyde Pierce (Niles Crane) – Frasier
- John Mahoney (Martin Crane) – Frasier

### Migliore attore non protagonista in una miniserie o film per la televisione
- Ben Gazzara (Nick Piccolo) – Gli occhi della vita (Hysterical Blindness), regia di Mira Nair
- Alan Arkin (Harry Rowen) – The Pentagon Papers - Intrigo ai vertici del potere (The Pentagon Papers), regia di Rod Holcomb
- Chris Cooper (Thomas Riversmith) – La mia casa in Umbria
- John Malkovich (Charles-Maurice de Talleyrand-Périgord) – Napoleone
- Peter O'Toole (Paul von Hindenburg) – Il giovane Hitler

### Migliore attrice non protagonista in una serie drammatica
- Tyne Daly (Maxine McCarty Gray) – Giudice Amy
- Lauren Ambrose (Claire Fisher) – Six Feet Under
- Stockard Channing (First Lady Abigail "Abbey" Bartlet) – West Wing - Tutti gli uomini del Presidente
- Rachel Griffiths (Brenda Chenowith) – Six Feet Under
- Lena Olin (Irina Derevko) – Alias

### Migliore attrice non protagonista in una serie comica o commedia
- Doris Roberts (Marie Barone) – Tutti amano Raymond
- Kim Cattrall (Samantha Jones) – Sex and the City
- Cheryl Hines (Cheryl David) – Curb Your Enthusiasm
- Megan Mullally (Karen Walker) – Will & Grace
- Cynthia Nixon (Miranda Hobbes) – Sex and the City

### Migliore attrice non protagonista in una miniserie o film per la televisione

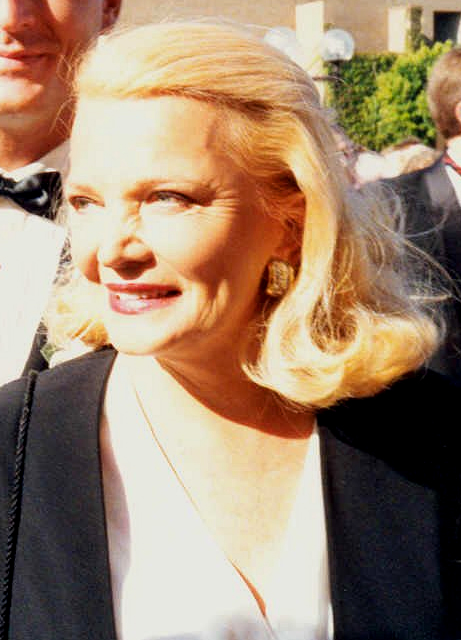
Gena Rowlands/Virginia Miller, Migliore attrice non protagonista in una miniserie o film per la televisione

- Gena Rowlands (Virginia Miller) – Gli occhi della vita
- Kathy Baker (Gladys Sullivan) – Il venditore dell'anno
- Anne Bancroft (Contessa) – The Roman Spring of Mrs. Stone
- Juliette Lewis (Beth Tocyznski) – Gli occhi della vita
- Helen Mirren (Mrs. Porter) – Il venditore dell'anno

### Migliore regia per una serie drammatica
- West Wing - Tutti gli uomini del Presidente – Christopher Misiano
- 24 – Ian Toynton
- Six Feet Under – Alan Poul
- I Soprano – John Patterson
- I Soprano – Tim Van Patten

### Migliore regia per una serie comica o commedia
- Curb Your Enthusiasm – Robert B. Weide
- Curb Your Enthusiasm – Larry Charles
- Curb Your Enthusiasm – Bryan Gordon
- Curb Your Enthusiasm – David Steinberg
- Sex and the City – Michael Engler
- Will & Grace – James Burrows

### Migliore regia per una miniserie o film per la televisione
- Il venditore dell'anno – Steven Schachter
- Live from Baghdad – Mick Jackson
- La mia casa in Umbria – Richard Loncraine
- The Roman Spring of Mrs. Stone – Robert Allan Ackerman
- Soldier's Girl – Frank Pierson

### Migliore sceneggiatura per una serie drammatica
- I Soprano – Mitchell Burgess, David Chase e Robin Green
- Six Feet Under – Craig Wright
- I Soprano – Mitchell Burgess e Robin Green
- I Soprano – Terence Winter
- West Wing - Tutti gli uomini del Presidente – Aaron Sorkin

### Migliore sceneggiatura per una serie comica o commedia
- Tutti amano Raymond – Tuckell Cawley
- The Bernie Mac Show – Steve Tompkins
- Lucky – Robb Cullen e Mark Cullen
- Sex and the City – Cindy Chupack e Michael Patrick King
- Tutti amano Raymond – Mike Royce

### Migliore sceneggiatura per una miniserie o film per la televisione
- Il venditore dell'anno – William H. Macy e Steven Shachter
- Live from Baghdad – Richard Chapman, Timothy J. Sexton, John Patrick Shanley e Robert Wiener
- La mia casa in Umbria – Hugh Whitemore
- Normal – Jane Anderson
- Gli occhi della vita – Laura Cahill

## Creative Arts Emmy Awards

### Migliore serie animata della durata massima di un'ora
- I Simpson per l'episodio Due nuovi coinquilini per Homer
- As Told by Ginger per l'episodio And She Was Gone
- Kim Possible per l'episodio Il nano pidocchio
- Futurama per l'episodio Cuore di cane
- SpongeBob per l'episodio Il nuovo compagno di classe / Il milionesimo dollaro

### Migliore attore ospite in una serie drammatica
- Charles S. Dutton (Chet Collins) – Senza traccia
- Don Cheadle (Paul Nathan) – E.R. - Medici in prima linea
- James Cromwell (George Sibley) – Six Feet Under
- Tim Matheson (John Hoynes) – West Wing - Tutti gli uomini del Presidente
- Matthew Perry (Joe Quincy) – West Wing - Tutti gli uomini del Presidente
- James Whitmore (Mister Sterling, Sr.) – Mister Sterling

### Migliore attore ospite in una serie comica o commedia
- Gene Wilder (Mr. Stein) – Will & Grace
- Hank Azaria (David) – Friends
- David Duchovny (Johnny Volcano) – Una mamma quasi perfetta
- Fred Willard (Hank) – Tutti amano Raymond
- Jonathan Winters (Q.T. Marlens) – Una mamma quasi perfetta

### Migliore attrice ospite in una serie drammatica
- Alfre Woodard (Denise Freeman) – The Practice - Professione avvocati
- Barbara Barrie (Paula Haggerty) – Law & Order - Unità vittime speciali
- Kathy Bates (Bettina) – Six Feet Under
- Farrah Fawcett (Mary Gressler) – The Guardian
- Tovah Feldshuh (Danielle Melnick) – Law & Order - I due volti della giustizia
- Sally Field (Maggie Wyczenski) – E.R. - Medici in prima linea

### Migliore attrice ospite in una serie comica o commedia
- Christina Applegate (Amy) – Friends
- Betty Garrett (Molly Firth) – Becker
- Georgia Engel (Pat) – Tutti amano Raymond
- Cloris Leachman (Ida) – Malcolm
- Betty White (Sylvia) – Prima o poi divorzio!